# Železniční most v Táboře

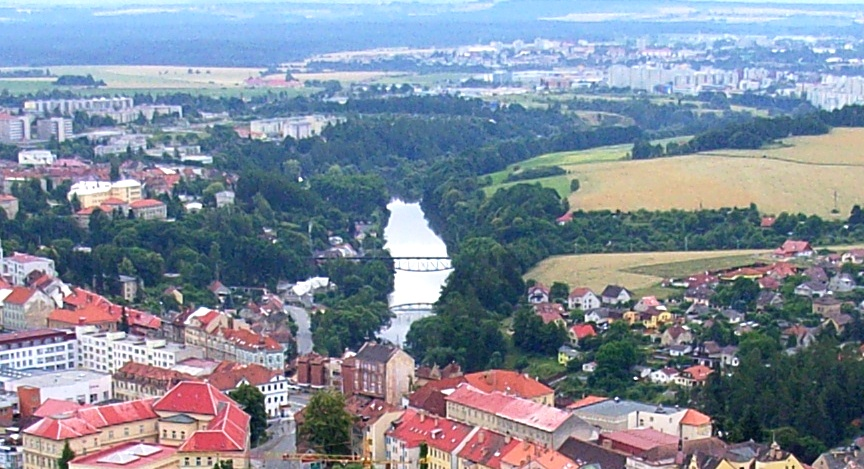
Letecký pohled na údolí řeky Lužnice s železničním mostem na trati Tábor – Bechyně

Železniční most je ocelový most přes Lužnici v Táboře, který se nachází na železniční trati Tábor – Bechyně, první elektrizované železnici v Česku, 1,2 km od výchozí stanice.

## Historie
Již na sklonku 19. století probíhala jednání o nutnosti a výhodách vybudování železničního spojení města Tábora s Bechyní (případně spojit až Týn nad Vltavou a Vodňany); v roce 1896 rozhodl sněm království Českého převzít záruku za stavbu dráhy z Tábora do Bechyně. V té době podnikal pokusy s elektrickým pohonem na železnici František Křižík. Na základě úspěšných zkoušek vydalo Ministerstvo dopravy 4. září 1901 stavební povolení k výstavbě trati Tábor–Bechyně s elektrickým pohonem. Výstavba trati začala na jaře roku 1902.

## Stavba
Největším stavebním objektem celé trasy bylo přemostění údolí řeky Lužnice v Táboře. S hloubením základů mostu začala firma J. Kubíček a spol. z Prahy-Vinohrad koncem dubna 1902 a stavební práce dokončila v listopadu 1902. Následovala montáž železné mostové konstrukce firmou Mostárna bratří Prášilů z Prahy-Libně Na stavbě tratě se podílela také firma B. J. Bruml v Klatovech. Vhodný stavební kámen na mostní pilíře byl těžen v lomech u řeky pod obcí Klokoty. Již po čtrnácti měsících byla celá stavba dokončena, 10. června 1903 proběhla zatěžovací zkouška mostu a 21. června 1903 byl oficiálně zahájen provoz tratě.

## Technická data
Po mostě vede jedna kolej. Celý most je 174 m dlouhý, 20 m nad hladinou řeky; má tři klenuté otvory ve zdivu (12 m světlost); kovová konstrukce nad pravým břehem Lužnice (k Táboru) ke zděnému pilíři měří 36 metrů, od pilíře k protějšímu levému břehu 60 metrů. Mostní konstrukce je příhradová poloparabolická s horní mostovkou.

## Rekonstrukce
V roce 2025 začala Správa železnic s velkou rekonstrukcí mostu. Vyměněny budou ocelové konstrukce, které budou nahrazeny replikami. K mostu přibude také lávka pro pěší. Trať z Tábora do Bechyně proto bude až do prosince 2025 uzavřena.

## Fotogalerie

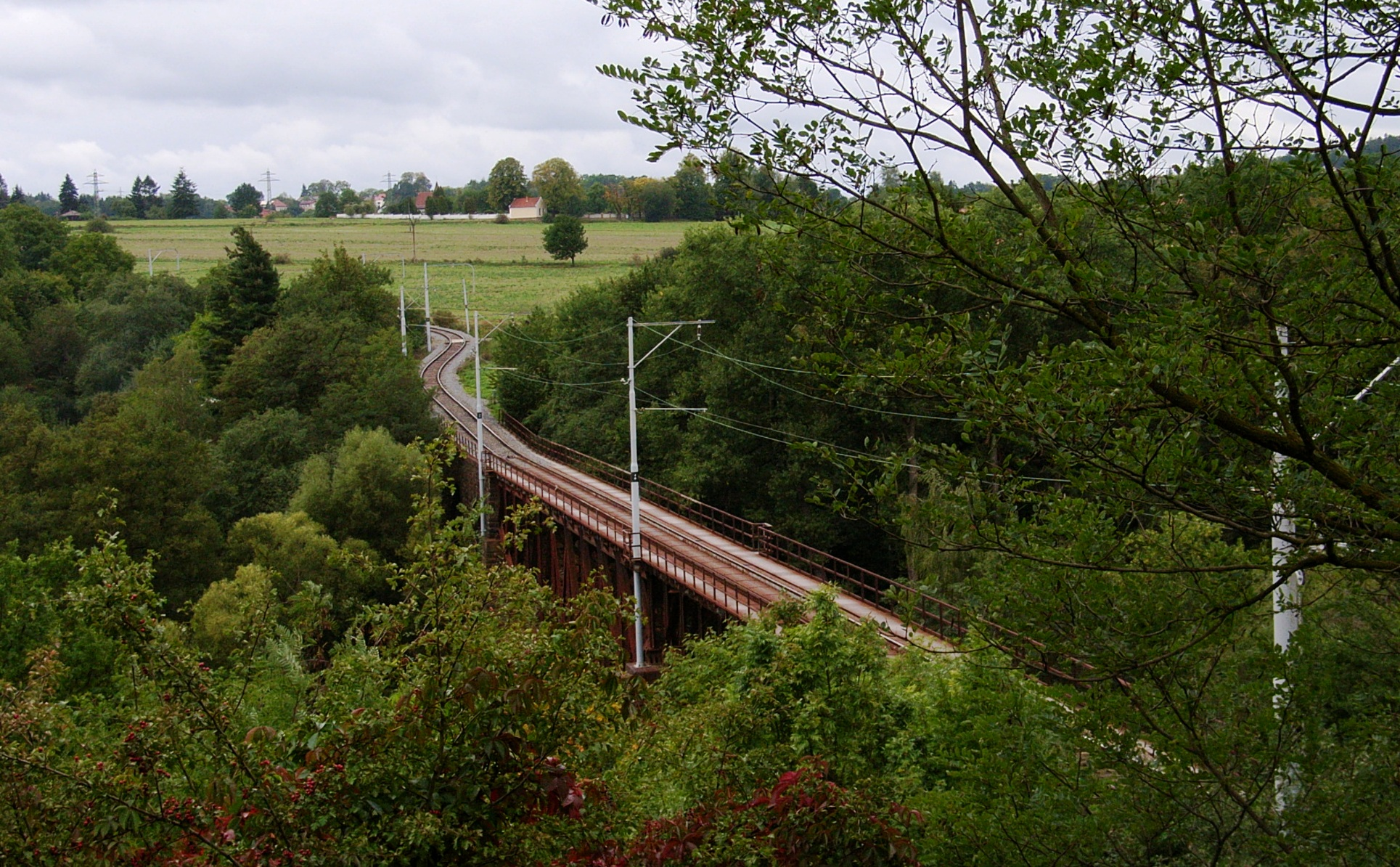
Trať elektr.železnice Tábor-Bechyně;most přes Lužnici v Táboře, vlevo dozadu směr Větrovy
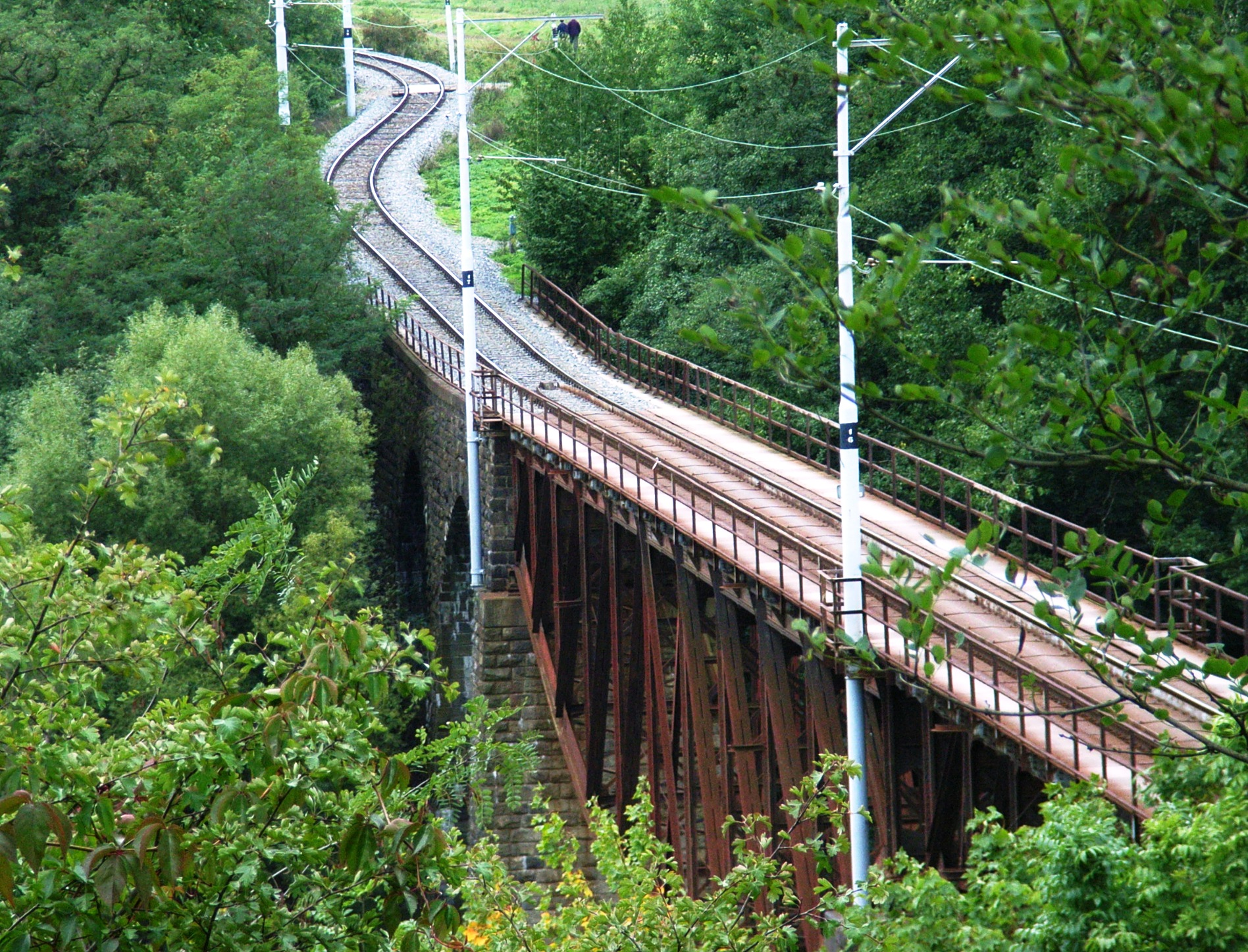
Část mostní konstrukce u levého břehu, dva oblouky ve zděné části mostu
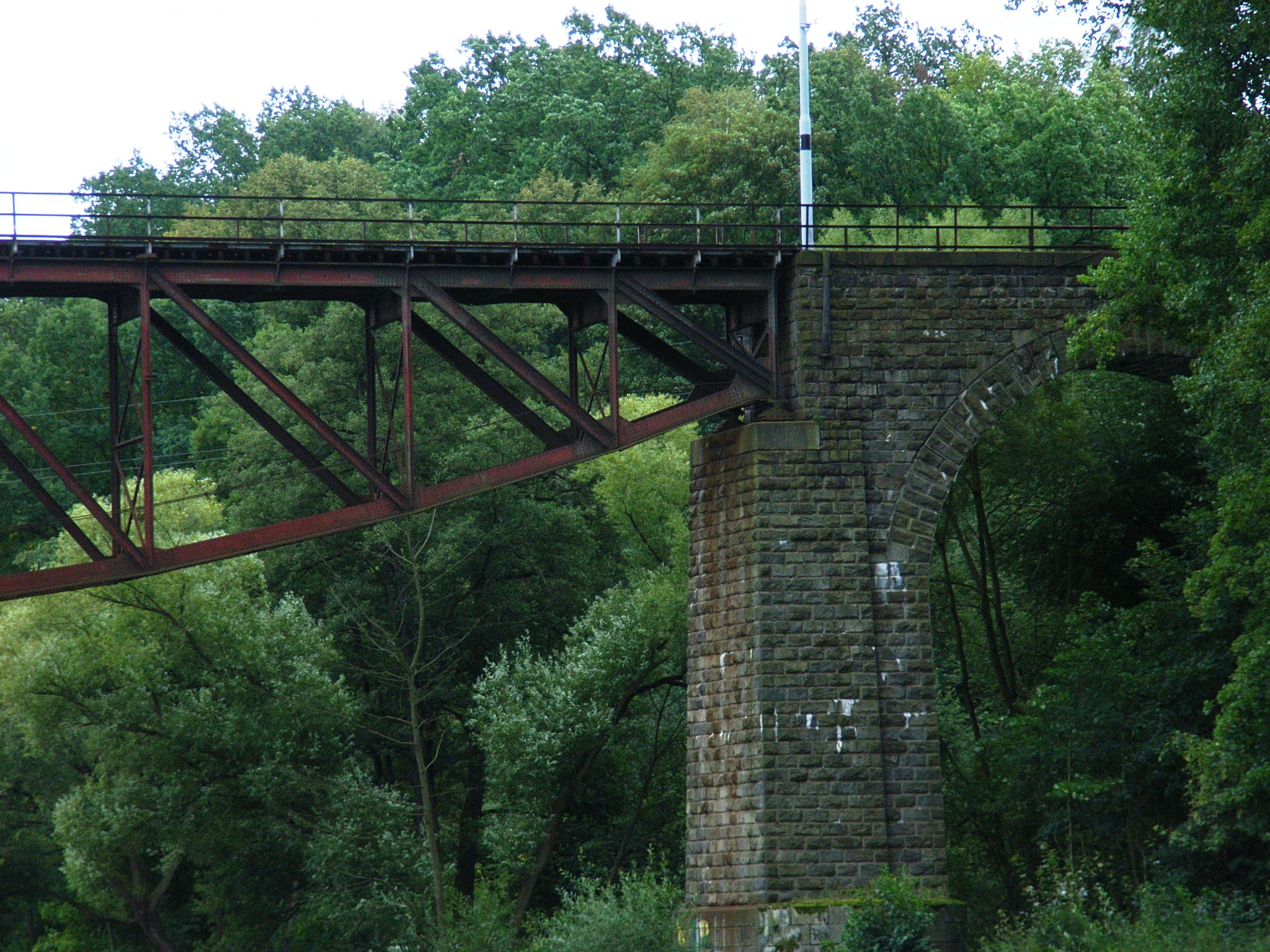
Detail pilíře u levého břehu
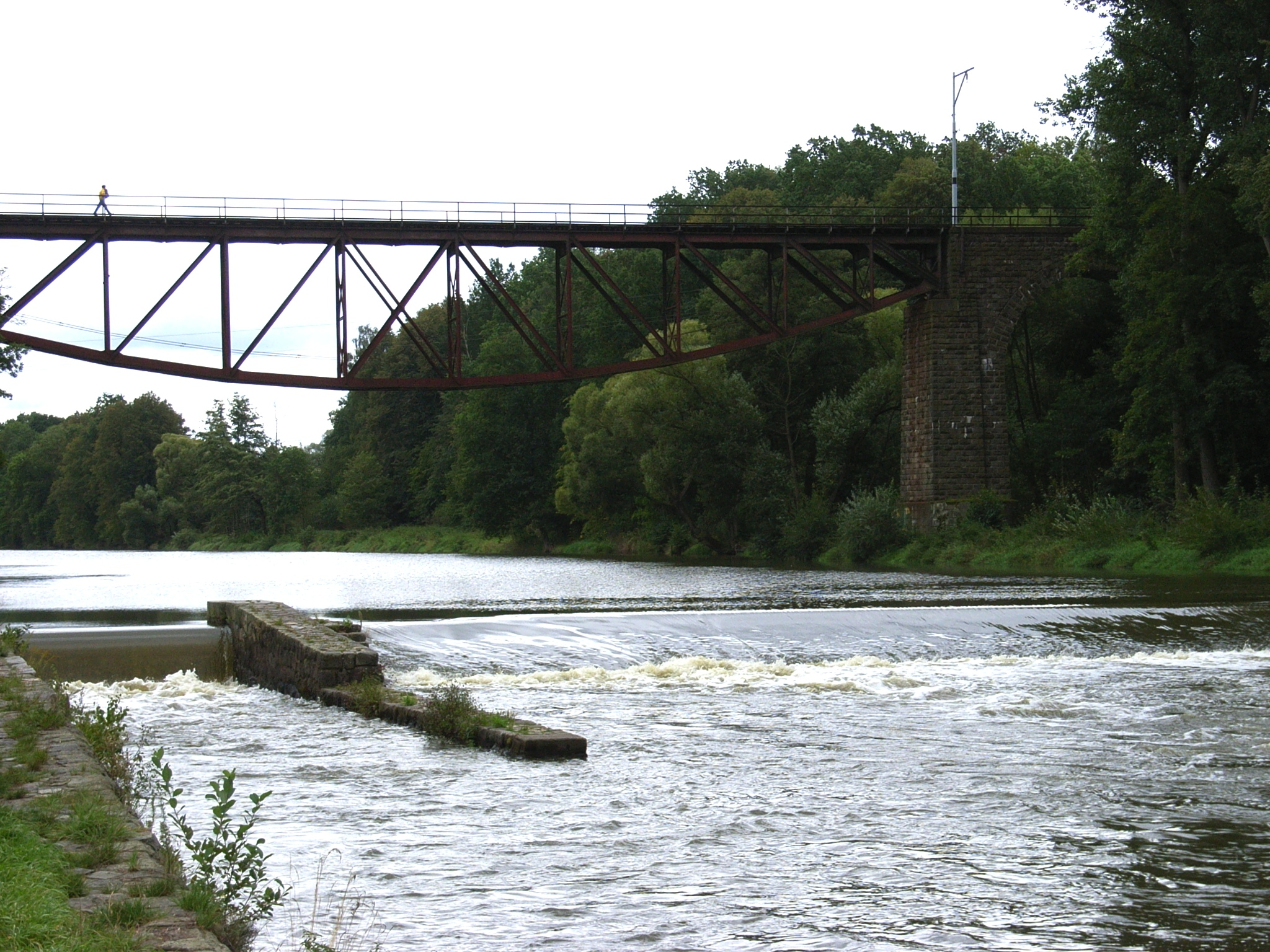
Delší (60 m dl.) díl konstrukce mostu–nad tokem řeky k levému břehu